# Ceyrançöl
Ceyrançöl este un sat din Municipiul Saloğlu din Raionul Agstafa din Azerbaidjan. 